# ستيف رامزي
ستيف رامزي (بالإنجليزية: Steve Ramsey)‏ هو لاعب كرة قدم أمريكية أمريكي، ولد في 22 أبريل 1948 في دالاس في الولايات المتحدة، وتوفي بنفس المكان في 15 أكتوبر 1999.

## وصلات خارجية
- ستيف رامزي على موقع مرجع كرة القدم المحترفة.كوم (الإنجليزية)
- ستيف رامزي على موقع IMDb (الإنجليزية)